# Aleksander Gawryszewski
Aleksander Gawryszewski (ur. 12 lutego 1926 w Martynówce k/Łohiszyna, zm. 9 stycznia 2002 w Warszawie) – pułkownik Wojska Polskiego, dowódca, autor publikacji historyczno-wojskowych, Sybirak.

## Życiorys
Syn  Wojciecha (2.12.1889-21.09.1939) i Anny z domu Korolewicz (1900-1981). Urodził się i wychowywał w osadzie wojskowej założonej przez weteranów wojny 1920 Martynówka k/Łohiszyna (dziś - nie istnieje). Po spaleniu osady i wymordowaniu części mieszkańców w 1940 roku wywieziony wraz z matką i siostrami pod Archangielsk. Dla ratowania rodziny i wyrwania się z sybirackiej niewoli zgłosił się 20 października 1943 roku do Polskich Sił Zbrojnych tworzonych w ZSRR.  Rozpoczął służbę w pułku zapasowym 2 DP Dywizji Piechoty, później w 9 pułku piechoty. Wraz z 9 pp, jako dowódca plutonu fizylierów brał udział w forsowaniu Wisły, idąc na pomoc Powstańcom Warszawskim w 1944 roku, na Przyczółku Czerniakowskim. Ranny w walce 15 września 1944 r. Uczestniczył w forsowaniu Odry oraz w walkach o Berlin. Ponownie ranny pod Redlitz 13 lutego 1945 roku. 
W 1947 roku ukończył  Oficerską Szkołę Piechoty nr 2 w stopniu podporucznika. Pełnił służbę w różnych jednostkach. W 1956 roku ukończył studia w Akademii Sztabu Generalnego w Warszawie. Podjął służbę jako dowódca batalionu w 16 Kołobrzeskim Pułku Piechoty 6 Pomorskiej Dywizji Piechoty przekształconej w 6 Pomorską Dywizję Powietrznodesantową. Następne kroki w karierze wojskowej to działalność naukowa w zakresie taktyki i sztuki operacyjnej w Wojskowej Akademii Politycznej,  do stanowiska docenta i szefa Katedry Taktyki Ogólnej i Sztuki Operacyjnej. Od roku 1989 pozostawał w stanie spoczynku.

## Ordery i odznaczenia
- Krzyż Kawalerski Orderu Odrodzenia Polski
- Krzyż Walecznych
- Złoty Krzyż Zasługi